# Glutamato 5-quinase
Em enzimologia, uma glutamato 5-quinase (EC 2.7.2.11) é uma enzima que catalisa a reação química:
ATP + L-glutamato {\displaystyle \rightleftharpoons } ADP + L-glutamato 5-fosfato
Assim, os dois substratos desta enzima são ATP e L-glutamato, enquanto seus dois produtos são ADP e L-glutamato 5-fosfato.
Esta enzima pertence à família das transferases, especificamente aquelas que transferem grupos contendo fósforo (fosfotransferases) com um grupo carboxi como aceitador.  O nome sistemático desta classe de enzima é ATP:L-glutamato 5-fosfotransferase.  Outros nomes de uso comum incluem ATP-L-glutamato 5-fosfotransferase, ATP:gama-L-glutamato fosfotransferase, gama-glutamato quinase, gama-glutamil quinase, e glutamato quinase.  Esta enzima participa no ciclo da ureia e metabolismo dos grupos amino.

## Estudos estruturais
No final de 2007, 3 estruturas foram resolvidas para esta classe de enzimas, com os códigos de acesso PDB 2AKO, 2J5T e 2J5V.